# 多语制

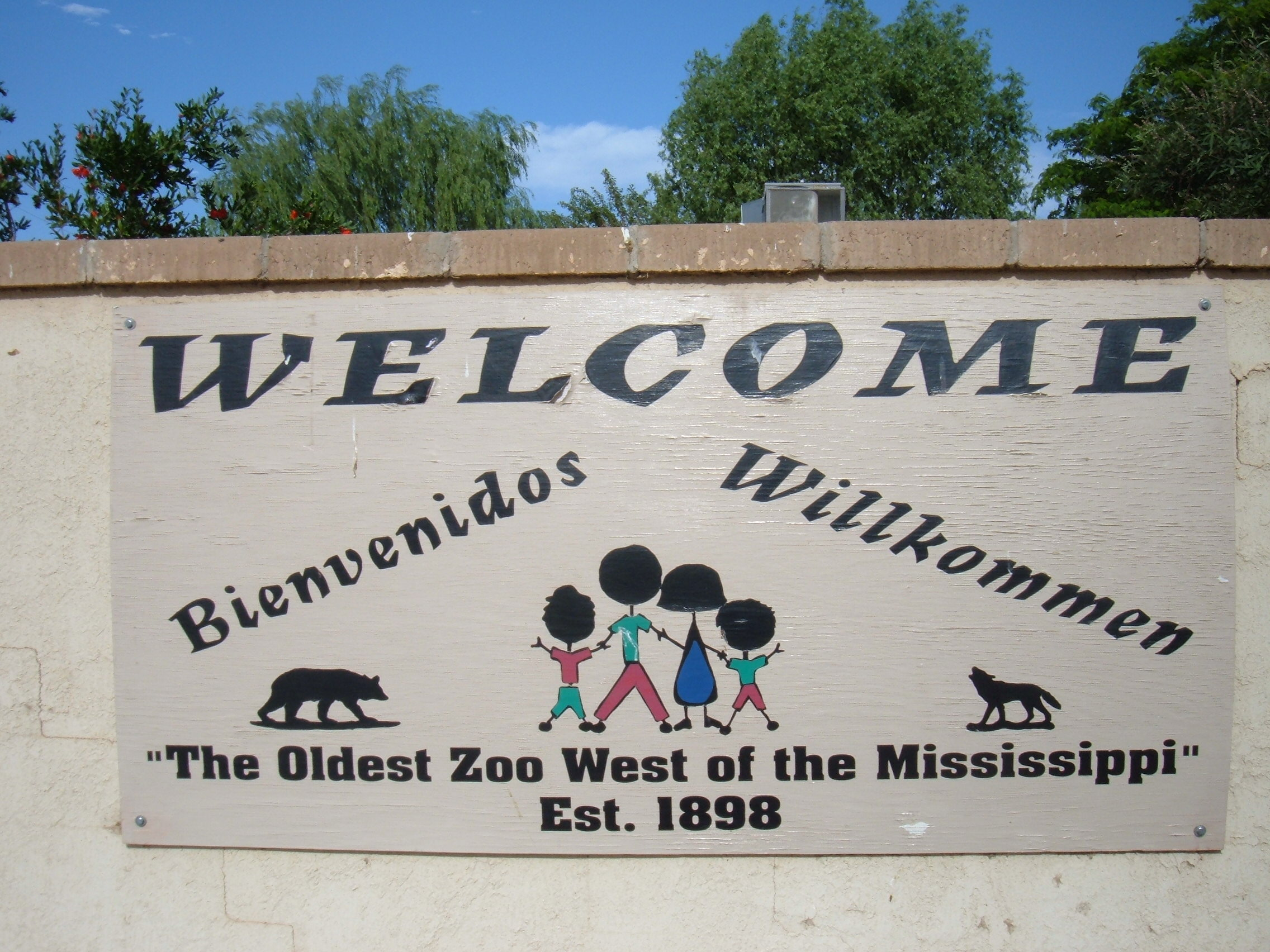
美國密西西比州一個動物園的歡迎路牌同時寫有英文（Welcome）、西班牙文（Bienvenidos）和德文（Willkommen）

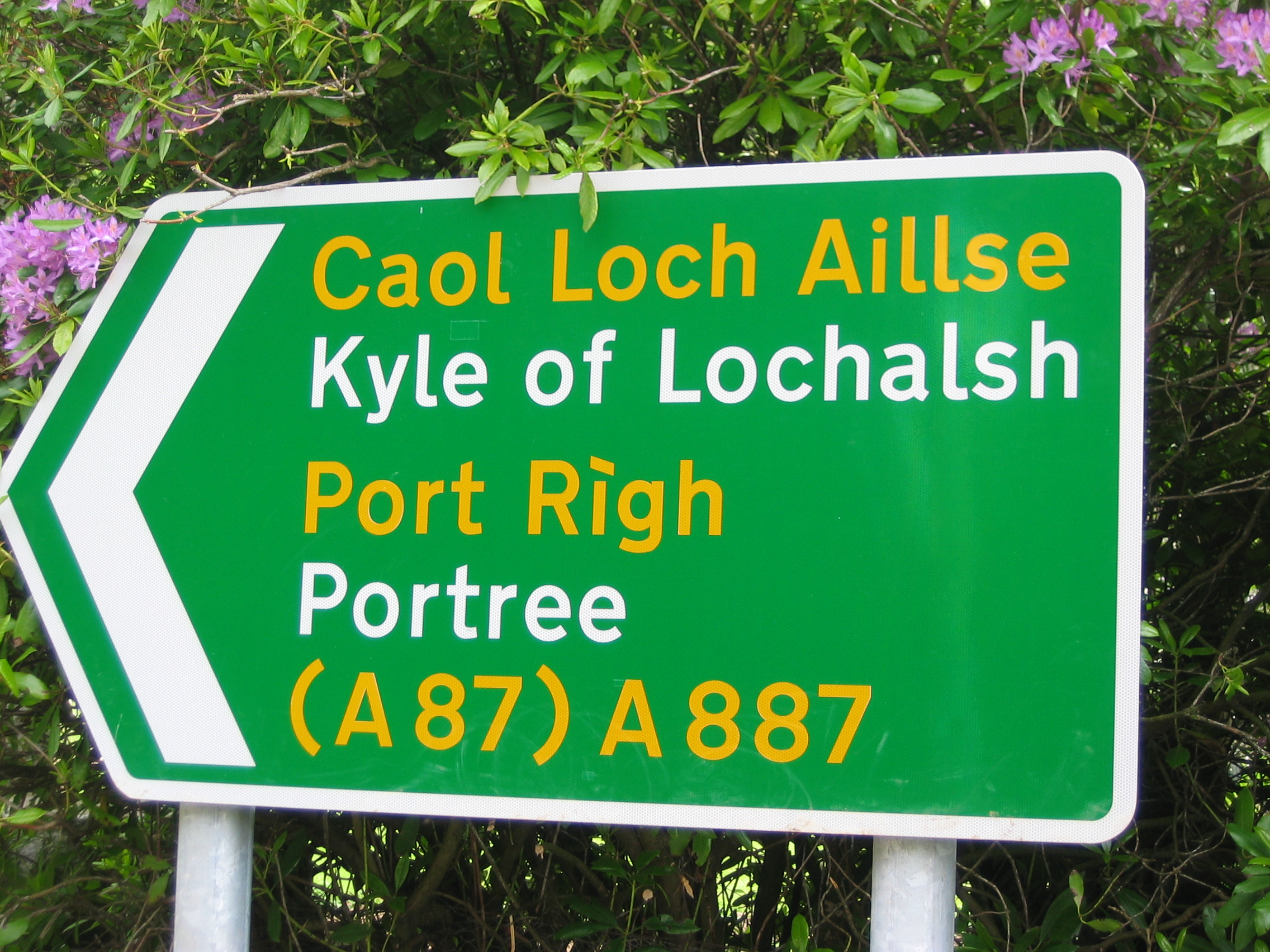
蘇格蘭一個雙語路牌，黃字為蘇格蘭蓋爾語，白字為英語

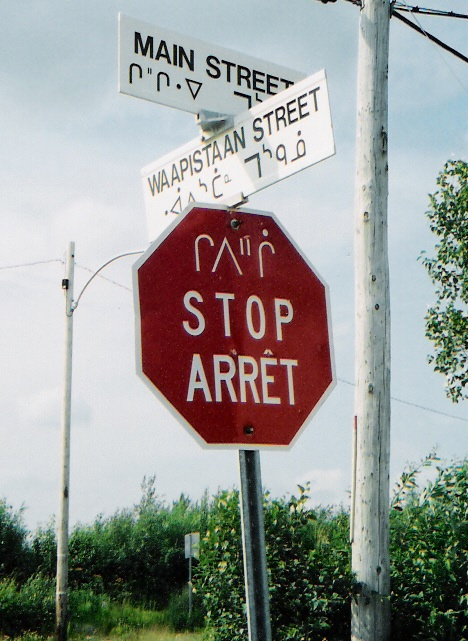
加拿大魁北克一个「停止」路牌标示三种语言：英語（STOP）、法語（ARRÊT）和克里語（ᒋᐱᐦᒋ）。

多語制（英語：Multilingualism），又稱多語主義，指社群或個人，使用兩種（亦稱雙語）或兩種以上語言的現象。世界90%以上的人民處於雙語或多語社會中，或日常使用多種語言。多语制与多语能通主义（英語：Polyglotism）所指概念不同，後者為通曉多門語言的能力以及主張學習多門語言的立場等。多語言發言者在童年時期獲得併保持至少一種語言，即所謂的第一語言（L1）。第一種語言（有時也稱為母語）是在沒有正規教育的情況下通過尚未釐清的機制獲得的。從這些早期階段獲得兩種語言的兒童稱為同聲雙語。即使在同時使用雙語的情況下，一種語言通常占主導地位。

## 言語社會的多語現象

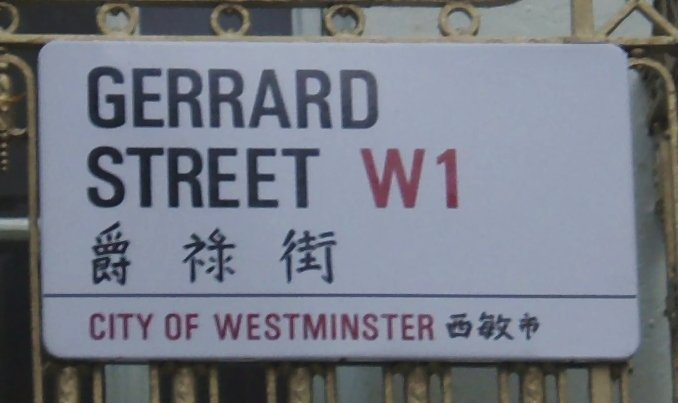
倫敦唐人街上爵祿街的中文和英文路標

世界上只有不到四分之一的國家將兩種或多種語言定為官方語言。但事實上，並不存在一個真正意義上的單一語言國家。即使是那些大多數公民都只使用一種語言的國家，也存在著數量可觀的使用其他語言的族群。譬如，中國南方的大多數漢語語言如吳、閩、客、粵等依然是人們日常生活的語言，此外在邊疆地區也通行著其他少數民族語言等。在美國，有大約20%的人口不以英語為第一語言。在英國，雖然英語作為主要語言，但也有超過100種不同的少數民族語言在國家存在。在加納、尼日利亞等其他非洲的單一官方語言國家，多達90%的人口能夠熟練使用兩種或多種語言，包括黑人原住民的語言。
能夠使用多種語言的人口可能多數都生活在多重官方語言國家。因爲絕大多數多官方語言國家的幾個不同語言族群都彼此獨立地生活，例如比利時、瑞士、新加坡、馬來西亞等。

### 世界各地的多語現狀

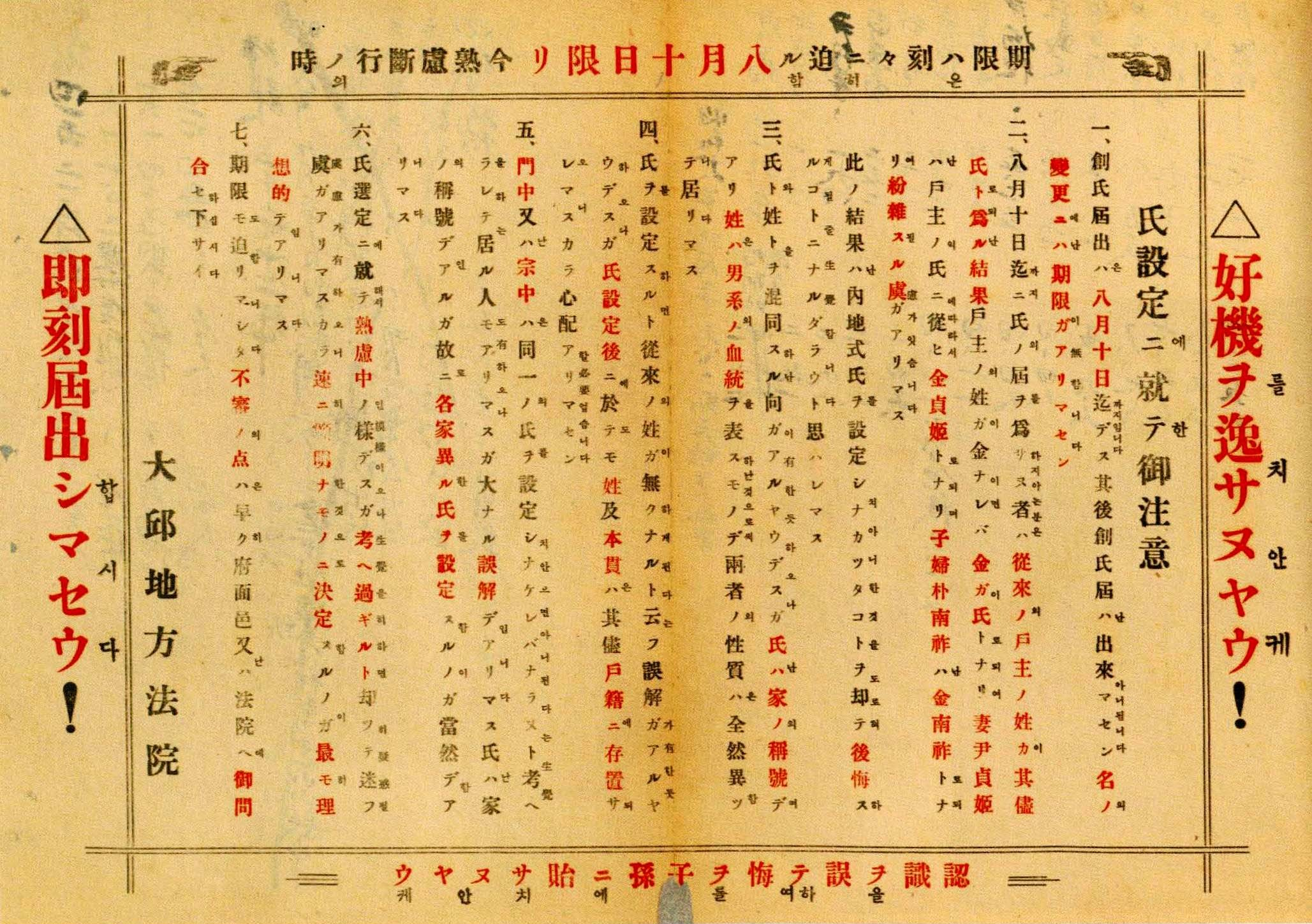
朝鮮半島日帝強佔期時，以日、朝鮮語共用漢字所寫的法院公告

#### 中國大陸

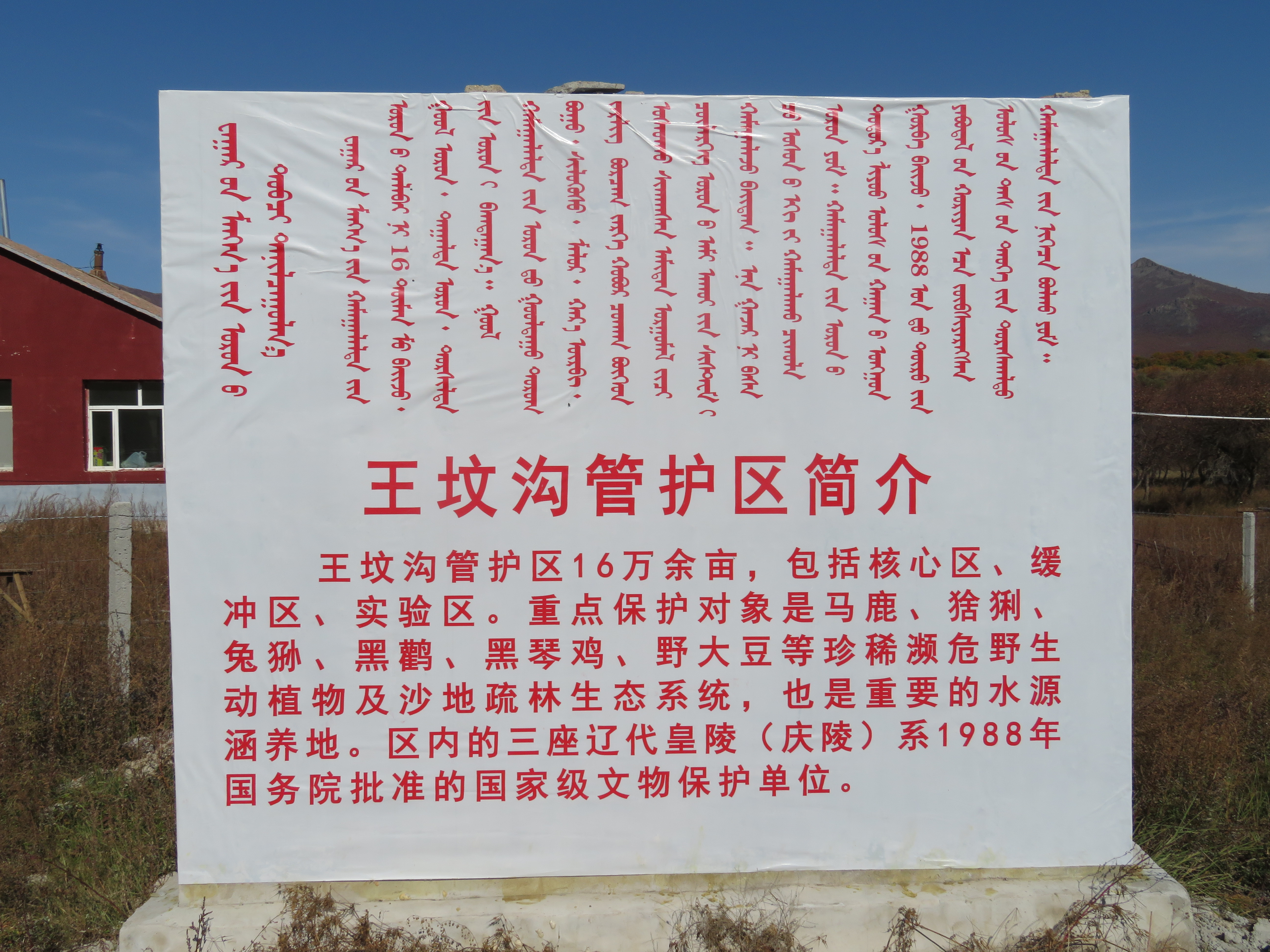
內蒙古赤峰市巴林右旗的漢蒙雙語簡介牌

在中華人民共和國，普通話和簡化字是唯一的官方語言和文字。但是一些其他的漢語語言譬如吳語、湘語、贛語、閩語、客家話和粵語等，依然是人們日常生活中所使用的語言。在少數民族自治區，少數民族語言也廣泛使用，並享有一定的法律權利及保護，例如西藏自治區的藏語、新疆自治區的維吾爾語和内蒙古自治區的蒙古語。

#### 香港

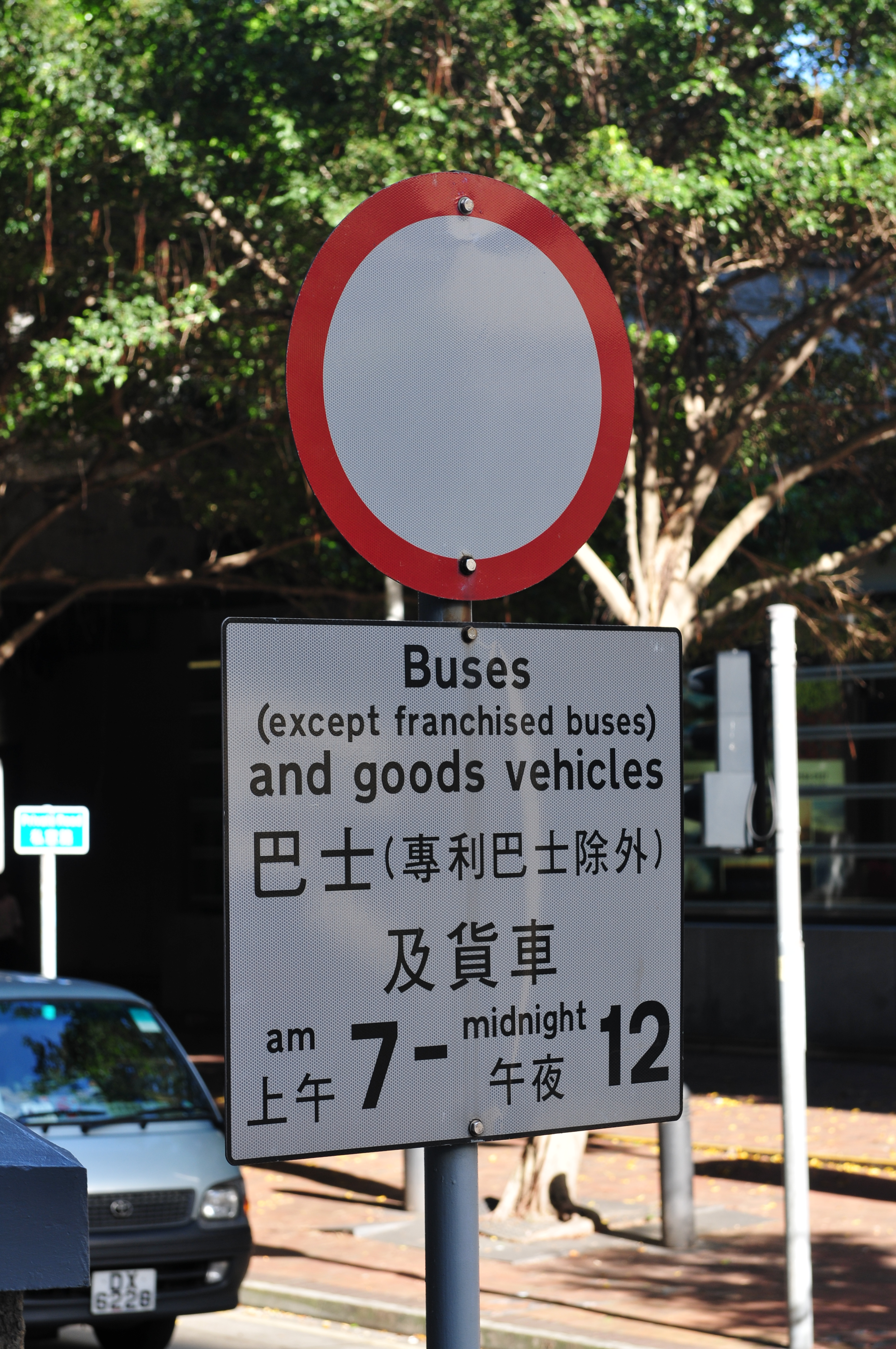
寫有中英文的香港路牌

香港的官方語文是英文和中文，而廣東話就是香港人使用最普遍的語言。1997年後在一般的中學和小學，都硬性規定設有普通話科。自從香港主權移交以來，學習普通話者日增。除了上述的「兩文三語」外，部份香港人，尤其是較年長、早年曾居住中國內地的人，更能操流利的客家話、潮州話、福建話等華南語言。英語一般被認定為第二語言而非外語。

#### 澳門

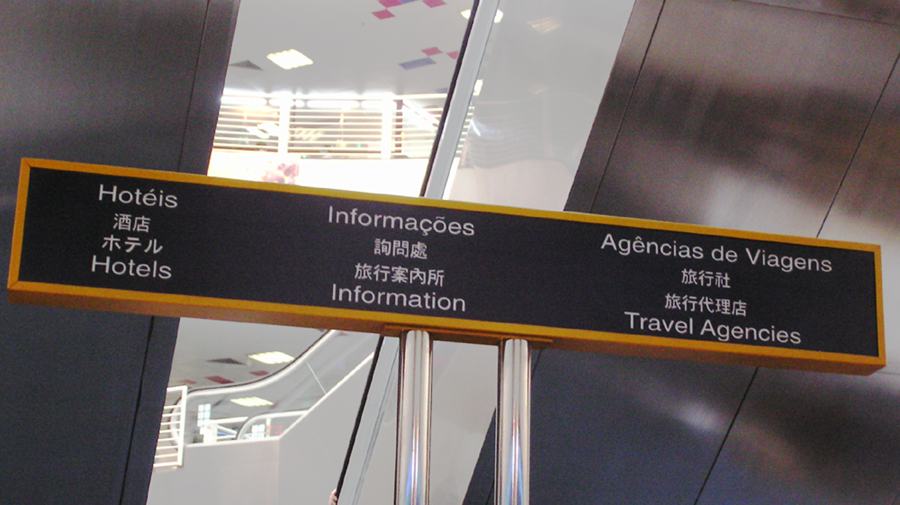
港澳碼頭的多語標示牌，自上而下印有葡萄牙文、中文、日文和英文

澳門的官方語文是繁體中文和葡萄牙文。澳門人主要使用粵語，也有部分居民使用普通話。与香港民眾對英國殖民時期的官方語言－英語的了解不同，澳门普通民众中甚少人懂葡语，主要在土生葡人中交流使用，另外澳门政府公务员必须懂葡语。中文是所有學校的必修課程，而葡萄牙語主要在一些政府開辦的學校内教授。此外，許多中小學校也開設了英語課程，英語也是最普遍學習的語言。

#### 臺灣

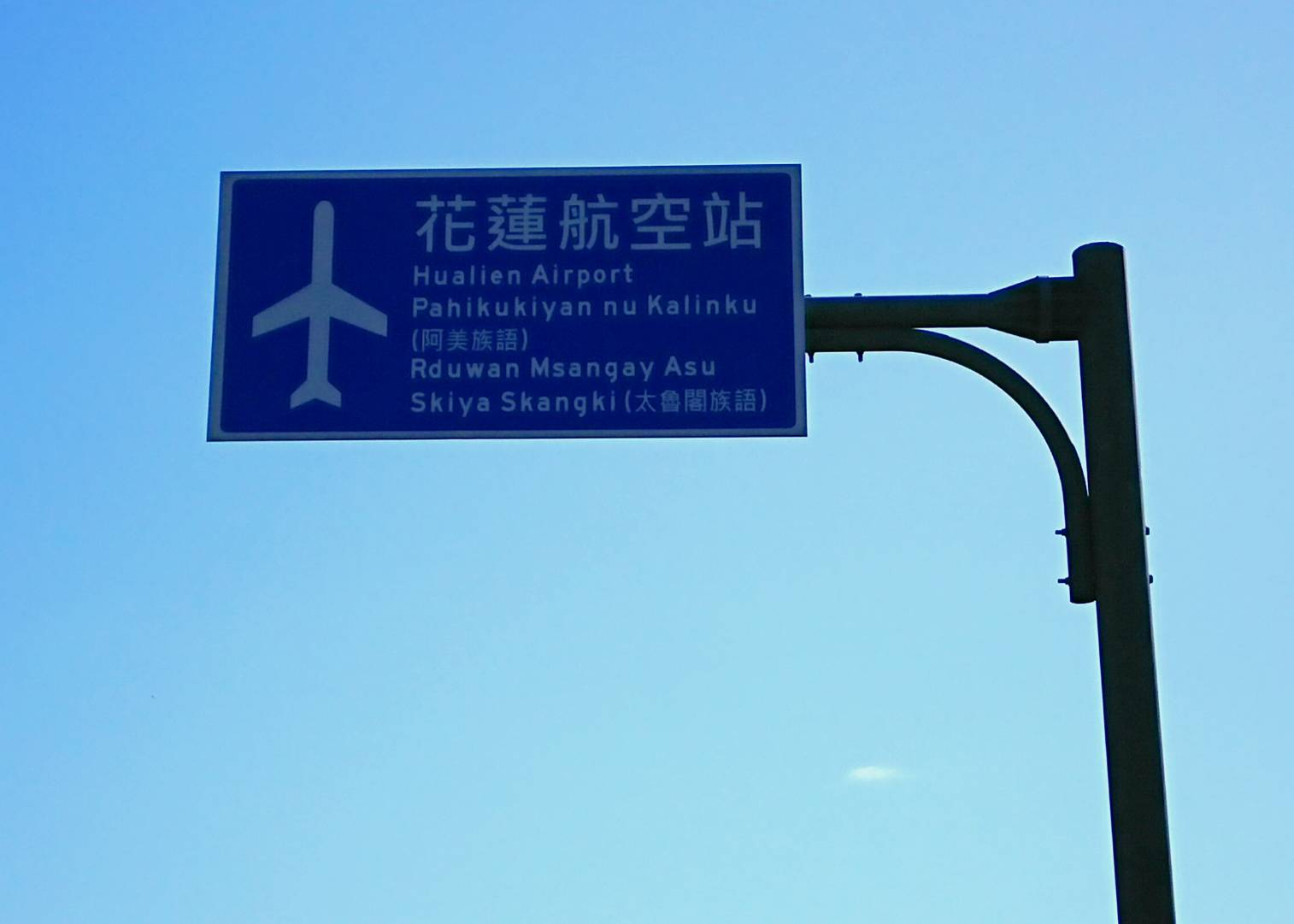
花蓮機場的多語路標，寫有華語、英語、阿美語和太魯閣語

自古台灣原住民族即世居於臺灣，十七世紀後又有不同地區移民移入居住，故語言使用本就為多元語境。在台灣日治時期是以日語為官方語言，時至今日仍有老人家在日常使用。而由於日語也使用漢字，所以日治初期部份命令採漢、和語言同時發佈，報紙（如日日新報）有中文版，學校也有漢文教育，唯在二次大戰爆發後開始皇民化運動獨尊日文，遂停止。而民間仍以自身民族語言為主（漢人文字為文言文或受到官話白話文影響的書面語等，少數使用白話字，口語則以臺語、客家語為主；原住民族語則較受日人壓迫）。
中華民國政府敗走台灣後，官方強行推廣國語（標準官話），取代日語成為今日族群間及年輕人間通用語。除國語外，廣泛使用者有臺灣話與客家話、原住民族各族亦有其各族原住民語。受日本教育長者較能理解及使用日語、年輕人則以日語為最盛行之第二外語，最普遍外語則是英語，為國民小學一年級以上至高等教育之必修科目。多數的在臺灣的居民為多語使用者，包括外語及漢語語言，一般以國語和臺灣話、客家語及原住民族各族語言作為多語使用，有能在母語程度上同時使用國語、各族群語言與方言（包括原住民各族語言、閩南語、客家語）及其他外語的能力，然而因為國語運動打壓本土語言的使用，年輕人傾向不使用本土語言，而使用官話。因為來臺灣工作與居住的移工與新住民，和近年來政府推行新南向政策，使得東南亞語之公共標示與學校教學，更廣泛在臺灣的社會中使用。2018年推出2030双语政策政策，計劃加強英語教學，在2030年让英语作为台湾社会的并列主要语言。

#### 新加坡

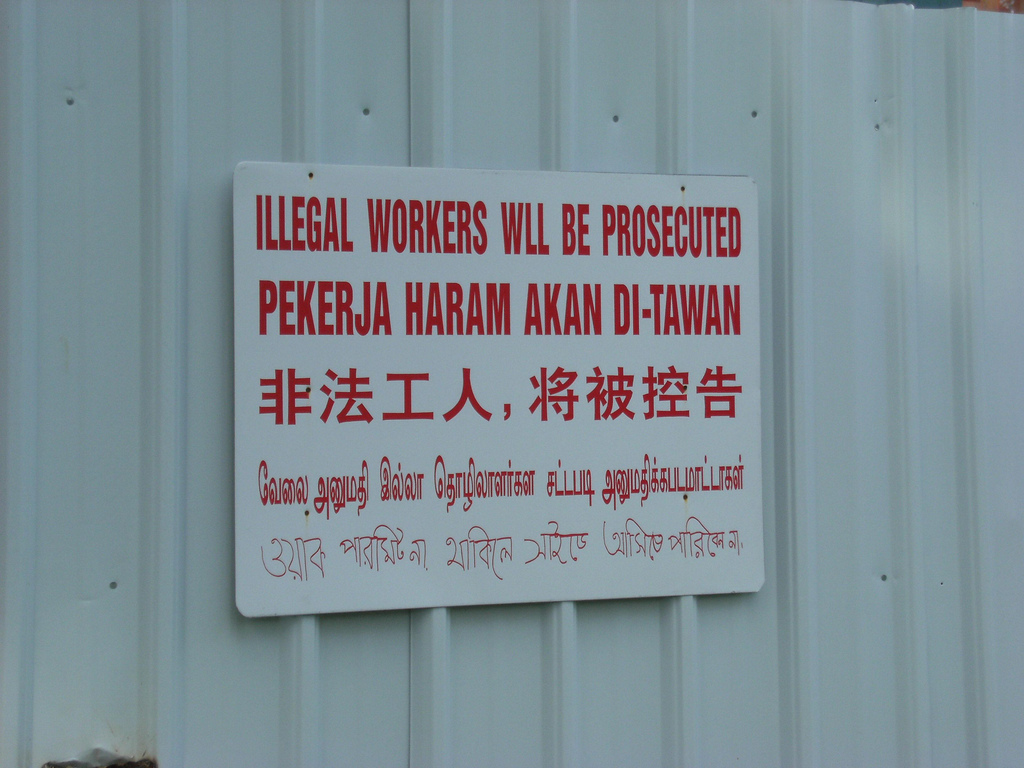
紐頓一塊寫有英文、馬來文、簡體中文、淡米爾文和孟加拉文的警告黑工告示

英語、華語（即新加坡華語）、馬來語和坦米爾文都是新加坡的官方語言，其中英語為不同族群之間交流的共同語，通用的英語方言為新加坡英語，該方言為英語融合多個亞洲語言而形成，並無官方地位。新加坡華人大多來自中國南方，因此民間也通行粵語、潮州話、泉漳話和客家話，但青少年一代多已放棄祖輩使用的漢語方言，改用華語，或者以英語為母語。

#### 馬來西亞

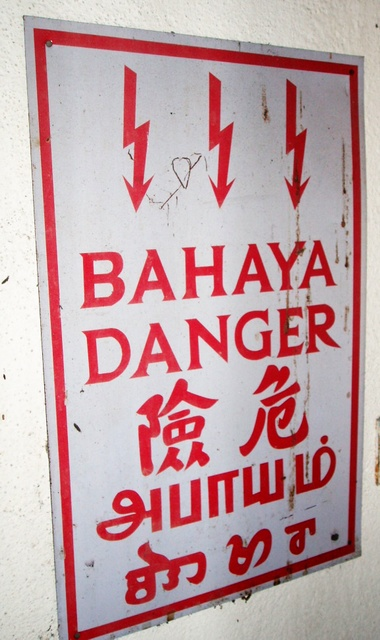
馬來西亞一個寫有馬來語、英語、華語、坦米爾語、旁遮普语的危險警告牌

馬來西亞的國語為馬來語，但是英語、華語、泰米爾語也通用。大部分的馬來西亞華人都會懂得三種以上的語言。在日常生活中，華人主要使用馬來西亞華語或本身的祖籍方言，如檳城華人多用福建話（閩南語泉漳話），吉隆坡華人多用廣東話，新山華人多用華語和潮州話，沙巴華人多用客家話，此外也有人使用海南話和福州話。英语和马来语作为马来西亚教育的必修科，是他们的第二或第三語言。

#### 印度

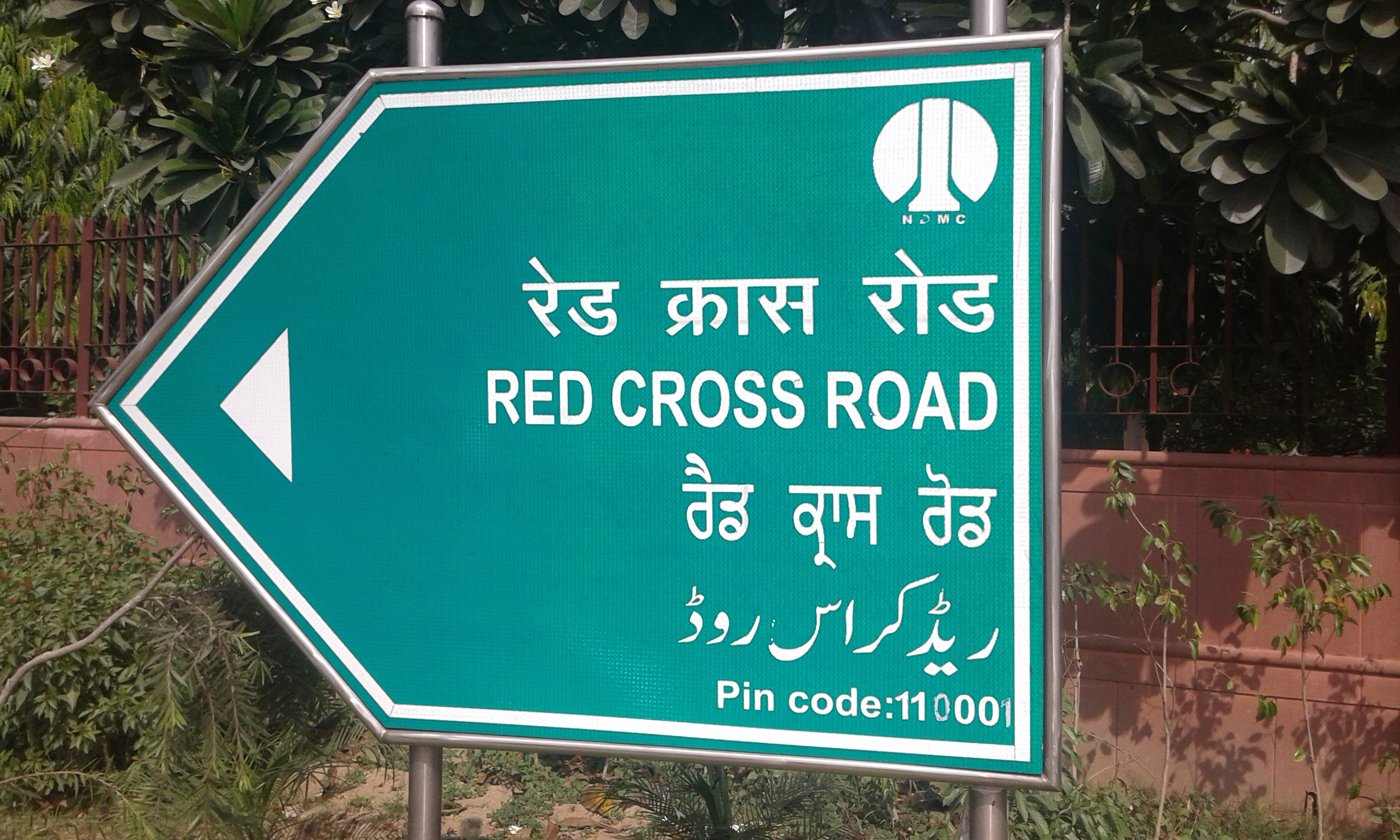
新德里一個寫有印地文、英文、旁遮普文和烏爾都文的路牌

印度政府雖以天城文書寫的印地語作為主要官方語言，在主要城市的使用亦最普遍，但由於印度方言眾多，故印度境內各種族群使用英國殖民時期推廣的英語作為交流媒介；現今英語也在印度人的日常生活中廣泛使用，亦為官方語言之一。根據印度憲法的規定，第一通用的官方語言為以天城文書寫的印地語，英語則是必要的第二官方語言，境內各邦都可以將各自區域內的方言當作各邦官方語言。

#### 加拿大
加拿大雖以英語的使用最廣泛，但以法裔居民為主體的魁北克省仍以法語為第一語言（如魁北克市、蒙特利爾），而英語和法語自1971年起皆為加拿大的官方語言並有均等地位，公共設施、報刊、教科書、媒體都有英法雙語版本。此外在溫哥華、多倫多也有華人聚落與華語使用者。

#### 美國
美國以英語的使用最廣泛，十九世紀以來吸引了世界各地的移民，故有「民族大熔爐」的別稱；而在舊金山、洛杉磯、紐約、邁阿密等移民集中地，各語系的居民都有自己的聚落，如紐約華裔群居地法拉盛、非裔群居地哈林區、皇后區、洛杉磯日僑聚集地小東京等。
而美國南部拉丁美洲移民眾多的地區，如加利福尼亞州、內華達州、德克薩斯州、亞利桑那州、新墨西哥州、佛羅里達州等地，西班牙語是他們的第一語言，使用也很廣泛，當地也開設了西語電台和電視頻道。

#### 比利時

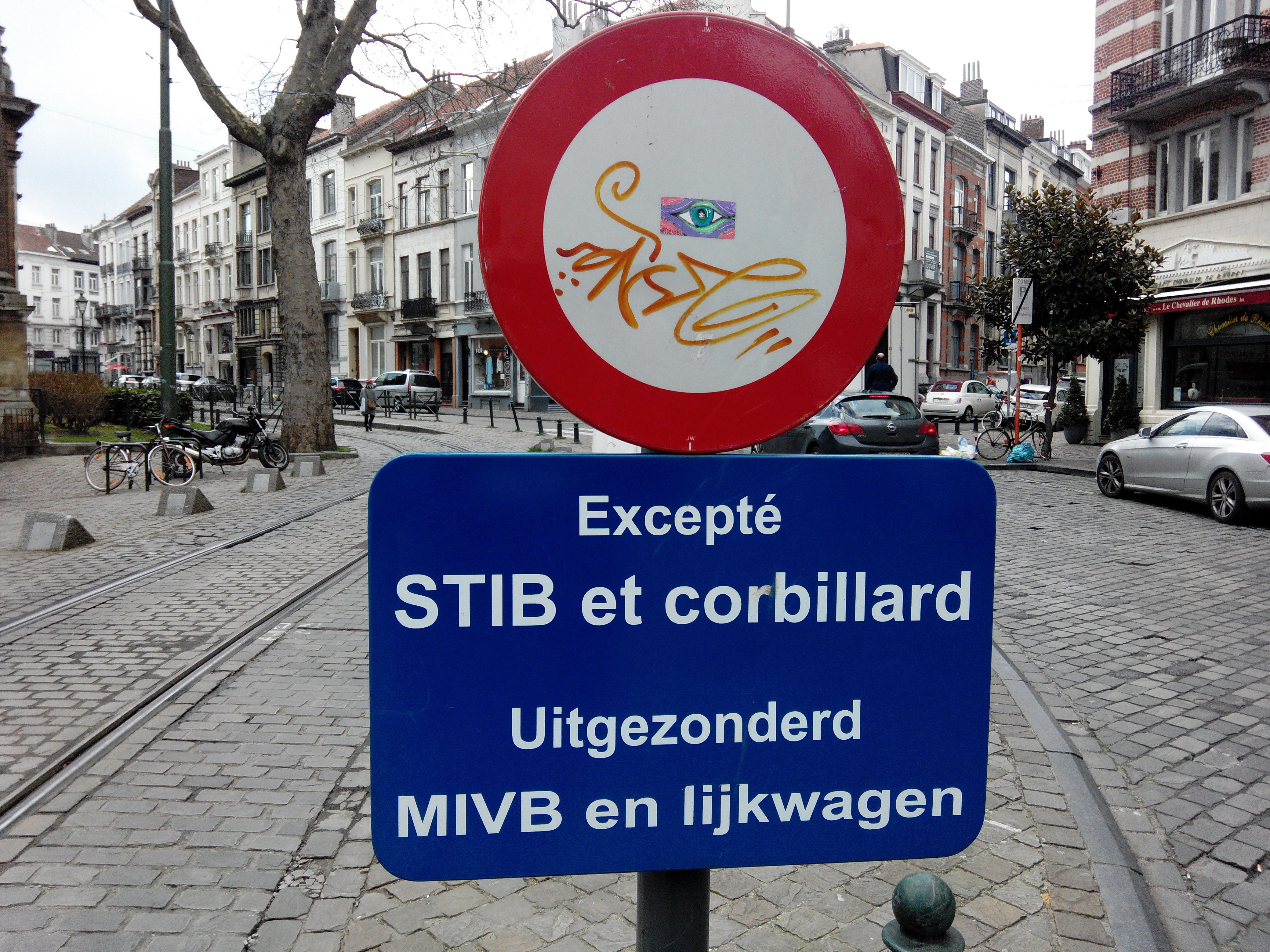
伊克塞爾的法文、荷蘭文雙語路牌

比利時境內以首都布魯塞爾為界，南方為法裔群聚區，而北方為荷裔群聚區，但荷蘭語和法語皆為比利時的官方語言並有均等地位，公共設施、報刊、教科書、媒體都有荷法雙語版本。

#### 瑞士

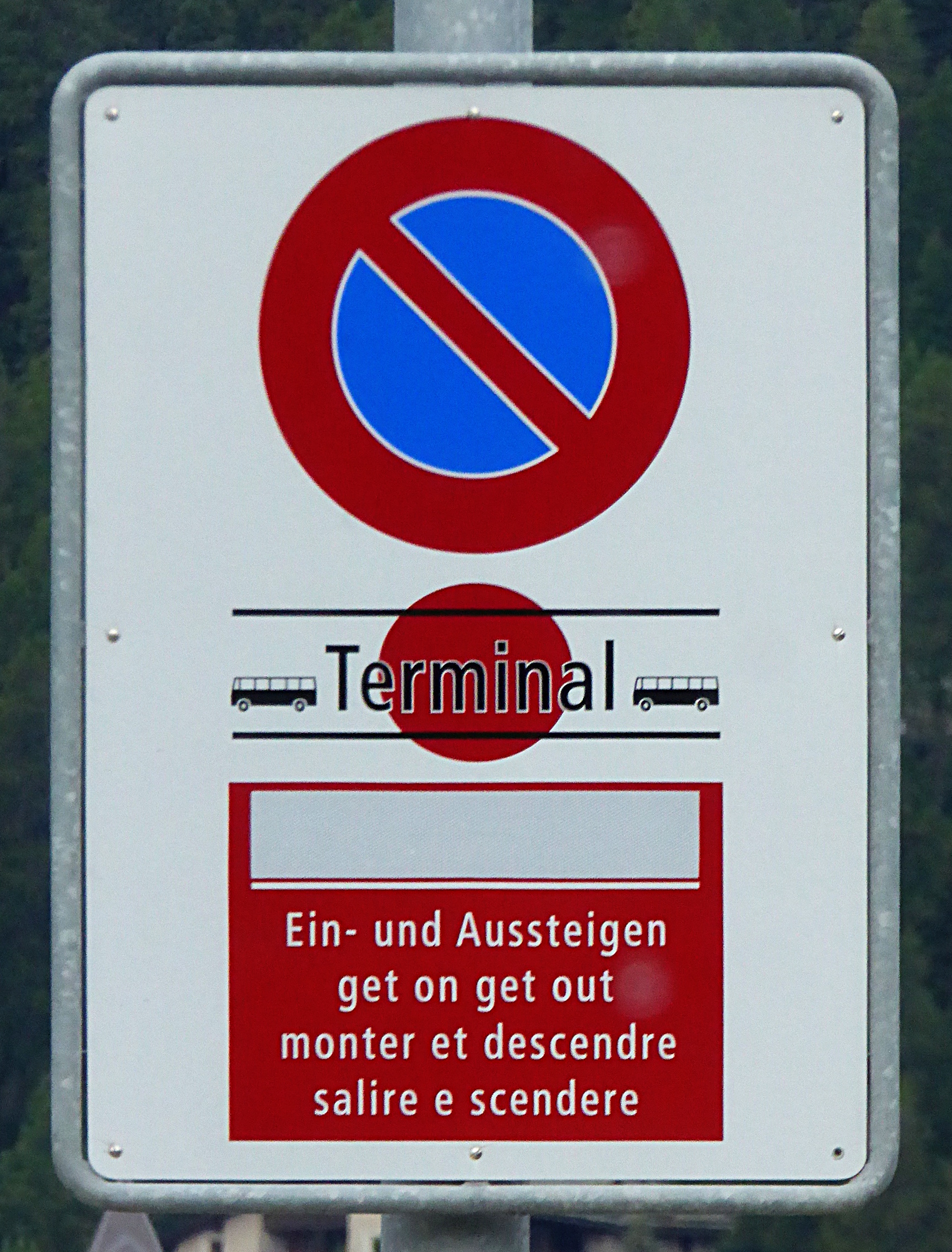
聖莫里茲一塊寫有德文、英文、法文、義大利文的巴士站牌

瑞士地處阿爾卑斯山脈中心地帶，正好處於法、意、德、奧等國交界處，故境內各民族使用的語言較為複雜，法語，德語，意大利語和羅曼什語皆是官方語言之一；而瑞士的聯邦政府組成是以「民族委員會」並以各民族比例代表選舉產生且輪流選出民族委員會主席。

#### 南非

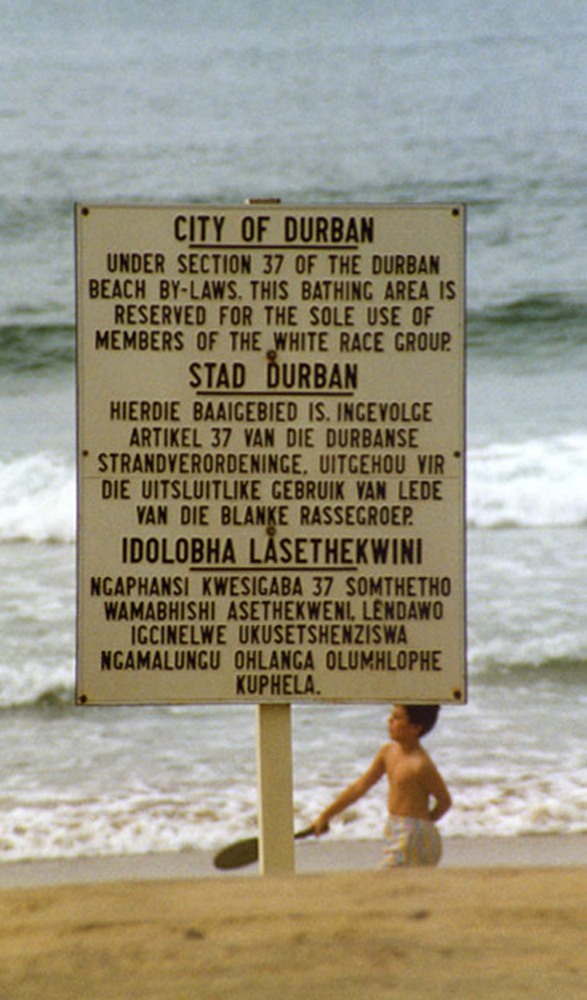
南非種族隔離期間德爾班一塊寫有南非文、英文和祖魯文的「只准白人使用海灘」告示牌

南非的種族組成有英裔及荷裔白人、非洲祖魯族原住民等，自從南非種族隔離政策廢止後，黑人原住民的語言跟英語、南非荷蘭語皆有均等地位。

#### 英國
蘇格蘭及威爾斯境內除了主要使用和通行英語外，當局有立法保護並推廣威爾斯語及蘇格蘭方言蓋爾語的使用。

#### 愛爾蘭

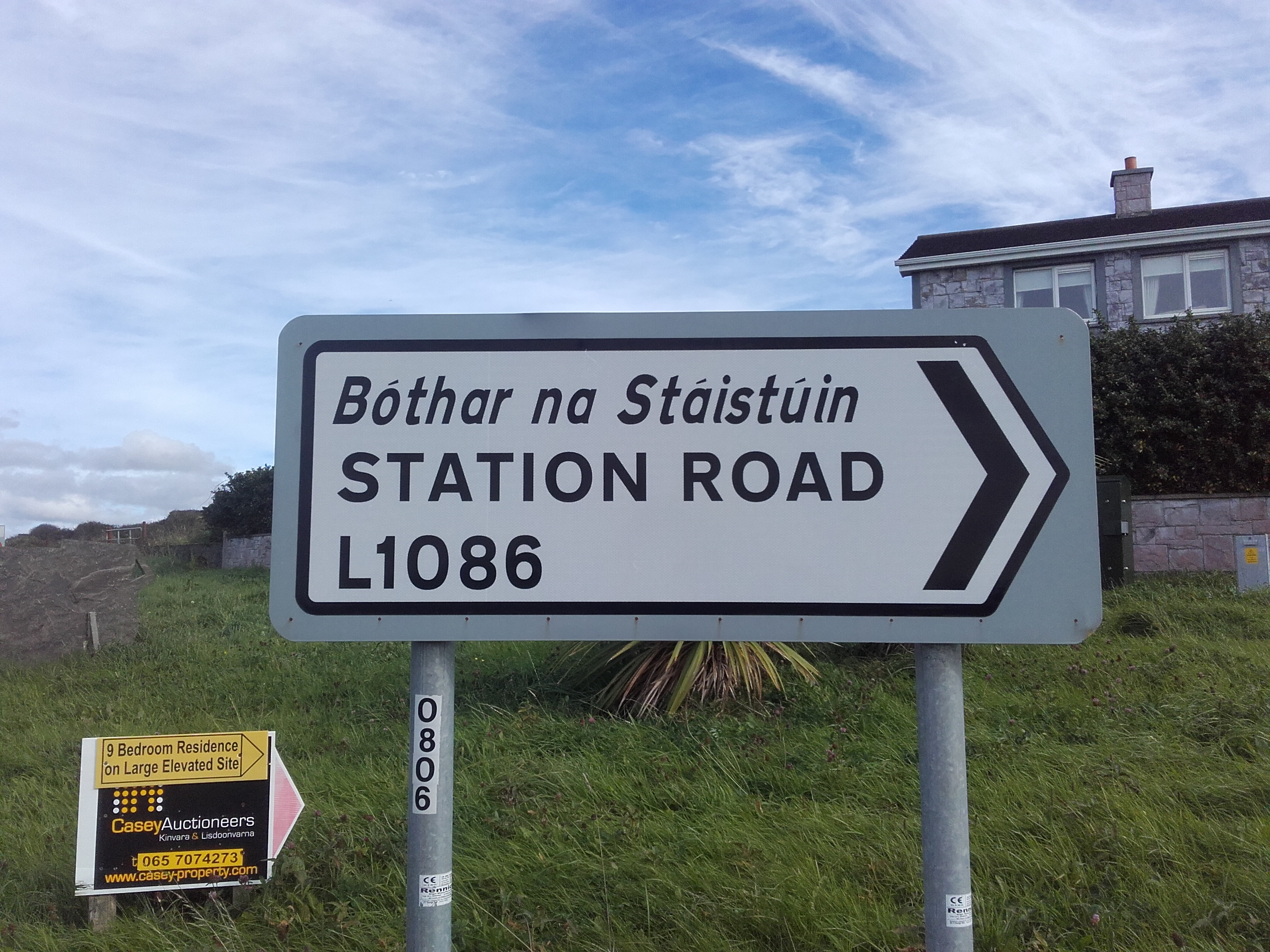
戈尔韦郡一塊以蓋爾文和英文寫的路牌

愛爾蘭共和國的官方語言包含了愛爾蘭英語及愛爾蘭語方言蓋爾語，但境內主要使用和通行英語。然而蓋爾語正面臨消亡的威脅，當局遂立法保護及推廣蓋爾語的使用。

#### 芬蘭

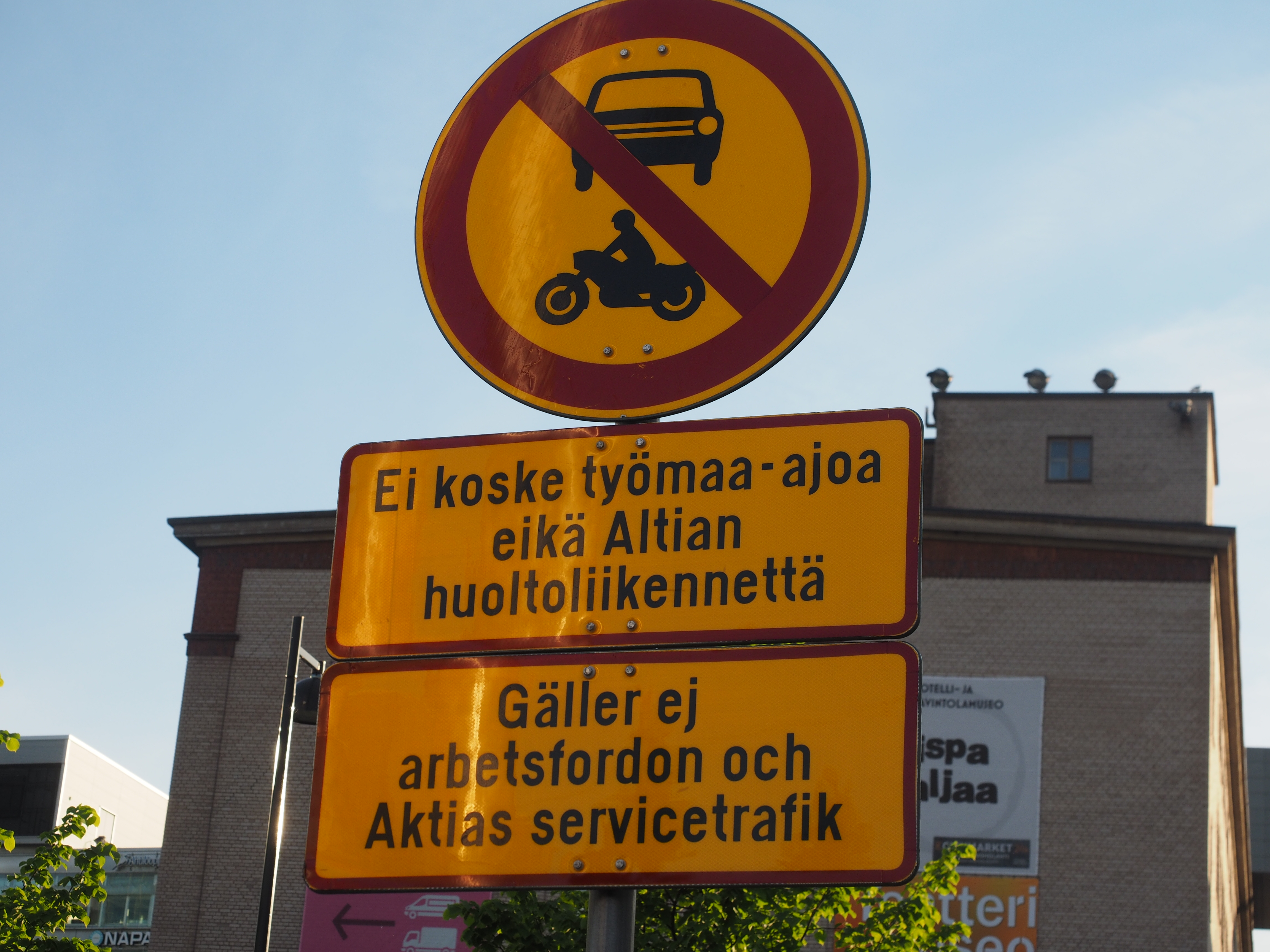
赫爾辛基一塊以芬蘭文、瑞典文寫成禁止機動車路牌

芬蘭方面除了以芬蘭語作為首要官方語言外，也包含少數瑞典裔居民使用的瑞典語，芬瑞雙語皆為地位均等的官方語言，而芬蘭的公共設施、媒體、報刊、教科書均有芬瑞雙語版本。

### 導致多語的因素
因爲歷史的因素，導致某個言語社會的多語現象的因素比較複雜。一般而言，使用多語是該言語社會的成員自己作出的選擇，但有時也可能出於其他外來的原因。
- 政治：兼併、重新安定聚居地、以及其他的政治和軍事行動都會立刻影響到語言。人民有可能成爲難民並被迫學習他們新的聚居地的語言。當某個地區被外族侵佔後，該地區的人們也可能學習外族的語言。同時語言政策會同時強化意識形態和增強民族主義。
- 宗教：人們可能因爲宗教的原因離開一個國家遷往另一個國家，而他們因此也必須學習新的語言。
- 文化：在很多情況下，人們學習一個族群的語言往往是因爲和該族群產生了文化認同，其中國族認同扮演著尤其關鍵的角色。
- 教育：爲了能更方便地獲得知識，人們會願意學習其他強勢的語言。譬如中世紀歐洲人學習拉丁語和現代人學習英語。
- 經濟：出於生計的壓力，經濟落後地區的人口會大批遷往經濟發達地區，從而改變經濟發達地區的言語社會的語言使用狀況。這可以解釋爲什麽今天的美國和歐洲出現了越來越多的雙語和多語現象。
- 自然災害：洪水、火山爆發、饑荒以及其他的自然災害都有可能促使大規模的人口遷移。當這些難民定居到新的聚居點後，新的語言接觸就產生了。

### 對於多語的其他看法

巴別塔

儘管語言多樣性的重要性不斷地受到強調，但直到現代仍有許多人認爲多語現象是一種浪費，所有其他的語言都應當由一種或是若干種強勢語言所取代。他們認爲，統一的語言能夠消除人們彼此間文化認同的隔閡，意味著人們能夠更輕鬆、更親密、更徹底地交流，而且還可以省掉多語資源之間的翻譯與流通所耗費的昂貴開支——而且更重要的是，單語能夠維繫一個國家所有國民的國族認同的一致性。
打壓多語在不同的歷史、不同的國家和地區有著不同的形式。例如，美國在兩百多年來曾經開展過一系列的“獨尊英語運動”（English-only movement）。19世紀時，英國曾經壓制威爾士語，在校園裏說威爾士語的孩子都要挂上寫著“Welsh Not”的侮辱性的牌子。
中國自民國成立後，近一個世紀來的國家語言政策也是以獨尊普通話為表現形式的（中華民國大陸時期稱為國語）。台灣在日治時期以及戰後初期也曾實行過國語運動，強制使用國語，對閩南語及客家語等的方言進行鉗制。在當代中國還有不少觀點指責校園開設過多英語課、呼籲用人單位放低就業的外語門檻、以及抨擊一些地方開展方言鄉土教育（例如上海、廈門）。

## 個人的多語現象
廣義地說，一個可以多語的人，指的是任何可以用多種語言和別人交流的人。在某個多語使用者所使用的語言中，至少有一種是他在童年學習語言時就開始學習的母語（也稱作“第一語言”）。一般地說，母語是一個人所能使用的最熟練的語言，它會深刻影響到其他後來學得的語言。有些兒童在童年時期就已經掌握了兩種甚至是多種語言，但即使是這樣，其中一種語言的熟練程度也會高於其它種語言的熟練程度。

### 定義的模糊性
幾乎不可能用量化的手段來判斷什麽樣的人是雙語或多語使用者，因爲使用一門語言的能力牽涉到聽、說、讀、寫以及發音、語法、詞彙、語用等等多方面的技巧。因此，多語使用者的每一門語言並不一定都要達到接近母語的熟練程度。即使如此，將一名以西班牙語為母語且同時能在中等程度上讀懂法文，法語口語能力卻僅能用來應付簡單對話的人士視為雙語者似乎有些不合理，因此即使學術上沒有公認的雙語者或多語者之定義，普遍認知上，雙語者或多語者除了母語之外，至少有一門語言達到相當於歐洲共同語言參考標準（CEFR）的B2水準，以英語做例子，B2水準相當於多益英語聽力閱讀測驗總分達785分且口說寫作測驗總分達310分，才會較符合一般大眾對「雙語者」或「多語者」的語言能力印象。

## 对个人的意義和影響
研究發現，兒童時期 ，家庭中使用雙語溝通的孩子，能夠更好地控制自己的注意力，因為他們需要學會在兩種語言之間切換控制，這有利於自律能力的發展。
多语制在保持文化多样性和社会公平方面有着重要的意义。对于个人而言，多语言的习得不仅有被广泛认可的职业利益，也有许多认知方面的好处。
可以说多门语言的人能更好地理解语言的运作方式，因为学习一门或者多门外语会让学习者注意到语言的机制和它们之间的差异，掌握多门语言的人往往比只掌握一门语言的人更能理解语法和句子结构等内容。这也让多语者可以更有效地与人沟通、更精确地编辑各种文案，因为他们对包括他们的母语在内的语言的功能有着更好的了解。由于经常在多门语言之间切换，多语言者大脑中控制在事物之间切换注意力和工作记忆能力的部分也会得到更多的锻炼。这就是为什么会说多种语言的人往往拥有更发达的执行控制系统。而更发达的执行控制系统意味者更好的专注力和学习能力。这个能力在多语者学习任何新知识时都会发挥作用，而不仅限于学习新语言。在面临重大决定的时候， 多语者往往可以做出更加理性的选择，因为多门语言不仅让他们拥有更多的信息来源，也可以让他们减少由于只使用一门语言思考而产生的情感偏见。
此外，研究还表明，会说多门语言的人在老年时经历的认知衰退更少，而且经历认知衰退的时间普遍比只会说一门语言的人来的更迟。
同時在多語影響下，如馬來西亞、新加坡、香港等國家，也可能會在口語上產生當地混合語言及衍生新詞彙。如：羅惹語言、新加坡式英語、港式英語。

## 外部連結
- 上海成功举办“世博会语言环境建设”国际论坛
- ESRC Centre for Research on Bilingualism in Theory and Practice